# Chromisation
La chromisation est un traitement thermochimique contre l'usure et la corrosion des alliages ferreux. Le chrome est diffusé dans les couches superficielles d'un acier ; on parle parfois de cémentation par le chrome. Elle ne doit pas être confondue avec le chromage, qui est un dépôt superficiel de ce métal sur de l'acier ou d'autres matériaux, ni avec la chromatation qui est un traitement de l'aluminium et du zinc (donc le cas échéant de l'acier galvanisé). 

## Historique
Philippe Galmiche (1922-1988), docteur maître de recherches à l'ONERA est l'inventeur de la chromisation avec diffusion simultanée d'aluminium appelée chromaluminisation. Ses recherches ont permis de protéger les aubes des turboréacteurs de la plupart des avions jusqu'à nos jours,.